# جين محوسب
يتسمالجين المحوسب بأنه أوتوماتون (آلة ذاتية التشغيل) جزيئية تتكون من جزء تركيبي وجزء وظيفي؛ حيثيشير تصميمه إلى أنه من المحتمل له أن يعمل في البيئة الخلوية. ويمثل الجزء التركيب الجين كما هو بصورته الطبيعية، والذي يستخدم كدرعٍ لتشفير إدخال ونقل الجين المحوسب(الأوتوماتون)، كما هو موضح بالشكل (1A). حيث تلعب السمات والملامح المحفوظة للجين التركيبي (المتمثلة في على سبيل المثال الموقع الربطي بإنزيم بوليميراز الدنا، كودوني البدء والتوقف، بالإضافة إلى مواقع الربط الأخرى) كثوابتٍ للجين المحوسب، في حين تمثل مناطق الترميز، أعداد الكودونات والإنترونات، موضع كودوني البدء والتوقف، ومتغيرات الأوتوماتات النظرية (من رموز، حالات، وانتقالات) عوامل تصميم الجين المحوسب. وتتصل الثوابت وعوامل التصميم السابقة بواسطة العديد من القيود المنطقية والحيوية الكيميائية (على سبيل المثال لا يجب أن يتم تعريف متغيرات الأوتوماتات النظرية المشفرة على أنها تقاطعات ربط). كما تُعَدُ الدلالات الجزيئية مدخل الأوتوماتون، والتي تمنحها جزيئات الحمض النووي أحادي الجوانب أو الحدود (ssDNA). وتشير تلك العلامات إلى الأنماط الظاهرية الجزيئية الشاذة (ومنها المسرطنة)، كما أنها تُشَغِّل التجميع الذاتي للجين الوظيفي. وإن تم قبول ذلك المُدْخَل، يقوم المخرج بتشفير أو ترميز جزيءالحمض النووي ثنائي الضفيرة أو المجدول (double stranded DNA)، وهو عبارة عن الجين الوظيفي والذي يجب أن يندمج بنجاحٍ داخل آليات النسخ والترجمة الجينية الخلوي المنتجة للبروتين من النوع المتوحش أو المعادي للأدوية (شكل 1B). وخلاف ذلك، فإن المدخل المرفوض سيقوم بتجميع جزيء الحمض النووي المزدوج بصورةٍ جزئيةٍ والذي لا يمكن ترجمته.
التطبيقات المحتملة: الاكتشاف المبكر لسرطانة اللابدة وعلاج السرطان
قد تُستخدم الجينات المحوسبة مستقبلياً لتصحيح التحورات الشاذة المشوهة في الجينات، فرادى أو جماعات، والتي تسفر عن ظهورالأنماط الظاهرية للأمراض. ومن أشهر الأمثلة الجينية لمثبطات الأورام السرطانية جين بي53، والمتواجد في كل خلية، والذي يلعب دور الحارس لضبط عملية النمو. مع ملاحظة أن التشوهات في ذلك الجين قد تؤدي إلى إبطال وظيفته، مما لا يسمح نتيجةً لذلك بمراقبة وضبط النمو، مما يؤدي إلى الإصابة بالسرطان. فمثلاً، التشوه في الكودون 249 في بروتين الجين p53 يعد ملمحاً مميزاً لسرطان الخلية الكبدية. إلا أن هذا المرض يمكن علاجه بواسطة بيبتيد CDB3 والذي يرتبط بالنطاق المحوري للجين p53 ويثبت من مضاعفاته.
ومن ثم يمكن تشخيص تحوراً واحداً ذي صلةٍ بالمرض، ثم يتم علاجه من خلال إتباع قاعدة التشخيص تلك:
```
 لو تحور البروتين_ (X)_ في كودون _ (y)، يمكن حينئذٍ إنتاج العلاج بالشكل (1)
```

حيث يمكن تطبيق مثل تلك القاعدة من خلال الأتوماتون الجزيئي المكون من جزيئين dsDNA جزئياً وجزيء ssDNA واحد فقط، والتي تتناظر مع التحورات المربطة بالأمراض وتوفر تحولاً جزيئياً للتجميع الذاتي الخطي للجين الوظيفي (شكل 2). كما تكتمل بنية الجين بواسطة قائمة الإنزيمات الخلوية المتواجدة في كلٍ من الخلايا حقيقيات النوى وبدائيات النوى. ثم تصبح آليات النسخ والترجمة الجينية للخلية مسؤولة بعد ذلك عن العلاج ويكون لها القدرة على التعامل مع البروتين المتوحش أو المناهض للدواء (شكل 3). وقد يتم حتى تعميم القاعدة (1) لتشمل التحورات من البوتينات المختلفة التي تسمح بالتشخيص والعلاج المشتركين.
وبهذه الطريقة، قد تسمح الجينات المحوسبة بتطبيق مرحلةالمرحلة المبكرة للسرطان (السرطانة اللابدة) للعلاج بمجرد أن تبدأ الخلايا في تطوير المادة المعيبة أو المختلة. حيث تقوم الجينات المحوسبة بجمع ودمج أساليب العلاج الجيني والتي تسمح بأن تستبدل في الجينوم جيناً مشوهاً بواسطة مثيله الصحي، بالإضافة إلى تهدئة التعبير الجيني.

## التحديات
على الرغم من عملها آليًا ببساطة وبقوة تامة على الصعيد الجزيئي، إلا أن العديد من القضايا لهي في حاجةٍ، إلى أن يتم مواجهتها قبيل أن يتم وضع التطبيقات الحيوية للجينات المحوسبة في الحسبان. أولاً، يجب أن يتم إدخال مادة الحمض الننوي داخل الخلية، وبخاصةً إلى نواة الخلية. وفي الواقع، تُعَدُ مسألة انتقال الحمض النووي (دنا) إلى الحمض الريبي النووي (RNA) عبر الأغشية الحيوية (بالإنجليزية: biological membranes)‏ مفتاحًا جوهريًا في عملية توصيل الدواء. حيث أظهرت بعض النتائج، أن إشارات تحديد المواقع الخلوية (بالإنجليزية:  nuclear localisation signals)‏ لها القدرة على الارتباط بصورةٍ لا رجعة فيها بنهاية للأليغنوكليوتيدات (بالإنجليزية: oligonucleotides)‏، مشكلةً بذلك وحدة (ببتيد - أليغنوكليوتيد)، والتي تسمح بالتضمين الفعال للحمض النووي داخل النواة.
هذا بالإضافة إلى أنه لابد أن تتسم تركيبات الحمض النووي (دنا) بانخفاض مستويات الاستمناع (بالإنجليزية: immunogenicity)‏؛ لضمان تداخلها وتضمنها داخل الخلية ومقاومتها للنوكليازات الخلوية (بالإنجليزية: nuclease)‏. وتتضمن المخططات الحديثة الجارية؛ لدحض حساسية النوكلياز تعديلاتٍ في أساسيات الأليغنوكليوتيد مثل methylphosphonate  و phosphorothioate (S-ODN) oligodeoxynucleotides، إلا أنه جنب استقرارها المتزايد، تقوم الأليغنوكليوتيدات المعدلة بتحويل وتغيير خصائصها الصيدلانية.
وفي الختام، مثلها مثل أي دواء، قد تتسبب مركبات الحمض النووي ببعض الأعراض الجانبية السامة وغير المحددة. حيث أظهرت التطبيقات الحيوية (إن فيفو "في الحيوية") للأليغنوكليوتيدات باستخدام الأدوية، أن غالبًا ما يرجع التسمم إلى الشوائب في عملية إعداد وتجهيز الأليغنوكليوتيد، بالإضافة إلى نقص التخصص في التسلسل الخاص المستخدم.
ومما لا شك فيه، أن التقدم في التقانة الحيوية بوساطة الأدوية قد تسفر عن جني فوائدٍ مباشرةٍ لنموذج الجينات المحوسبة. [بحاجة لمصدر]